# Lubomia (hradiště)
Hradiště Lubomia (polsky Grodzisko w Lubomi) je raně středověké hradiště využívané v průběhu 8. a 9. století. Nachází se v polském Slezsku, ve Slezském vojvodství v okrese Wodzisław.

## Historie
Mezi ostatními známými hradišti kmene Holasiců (Podobora, Międzyświeciu, Hradec nad Moravicí, Ratiboř) zaujímala Lubomia zřejmě zvláštní postavení. Hradiště bylo zřejmě centrem kmenové vlády Holasiců a do svého úpadku dominantním centrem oblasti. Silné opevnění bylo dáno lokalizací na pomezí Velkomoravské říše a Horního Slezska, které bylo po staletí předmětem rivality velkomoravských a vislanských knížat, a jeho rolí jako hlavního centra kmene Holasiců. Hradiště bylo dobyto a vypáleno během jedné z výprav knížete Svatopluka I. mezi lety 874–885. Hradiště poté již nebylo obnoveno a ztratilo svůj význam.

## Výzkum
Archeologické výzkumy byly provedeny v letech 1933–1938 a 1966–1968. Byly zde nalezeny mimo jiné fragmenty kroužkového brnění a kování výstroje avarského typu. To potvrzuje použití kroužkového brnění na území Polska v období existence hradiště. Na Lubomii byly také odkryty tři výjimečné dřevěné stavby interpretované jako shromažďovací budova, svatyně a palác. Nálezy z hradiště jsou uloženy v muzeu na zámku ve slezské Vladislavi.

## Popis
V zalesněném terénu jsou dobře patrné relikty opevnění. Hlavní část hradiště, akropole, je obehnána dvěma prstenci hliněných valů o maximálním průměru 150 metrů, vyztužených dřevěnými konstrukcemi. Dvě brány, procházející těmito valy, jsou otočeny na západ a na východ, a chráněny přídavnými valy. Akropole je dále chráněna dvěma příkopy. První, hluboký místy až šest metrů, je mezi oběma valy, druhý, mělčí, okolo vnějšího valu. Na východ od akropole se nalézá podhradí chráněné hliněným valem a příkopem.

## Galerie

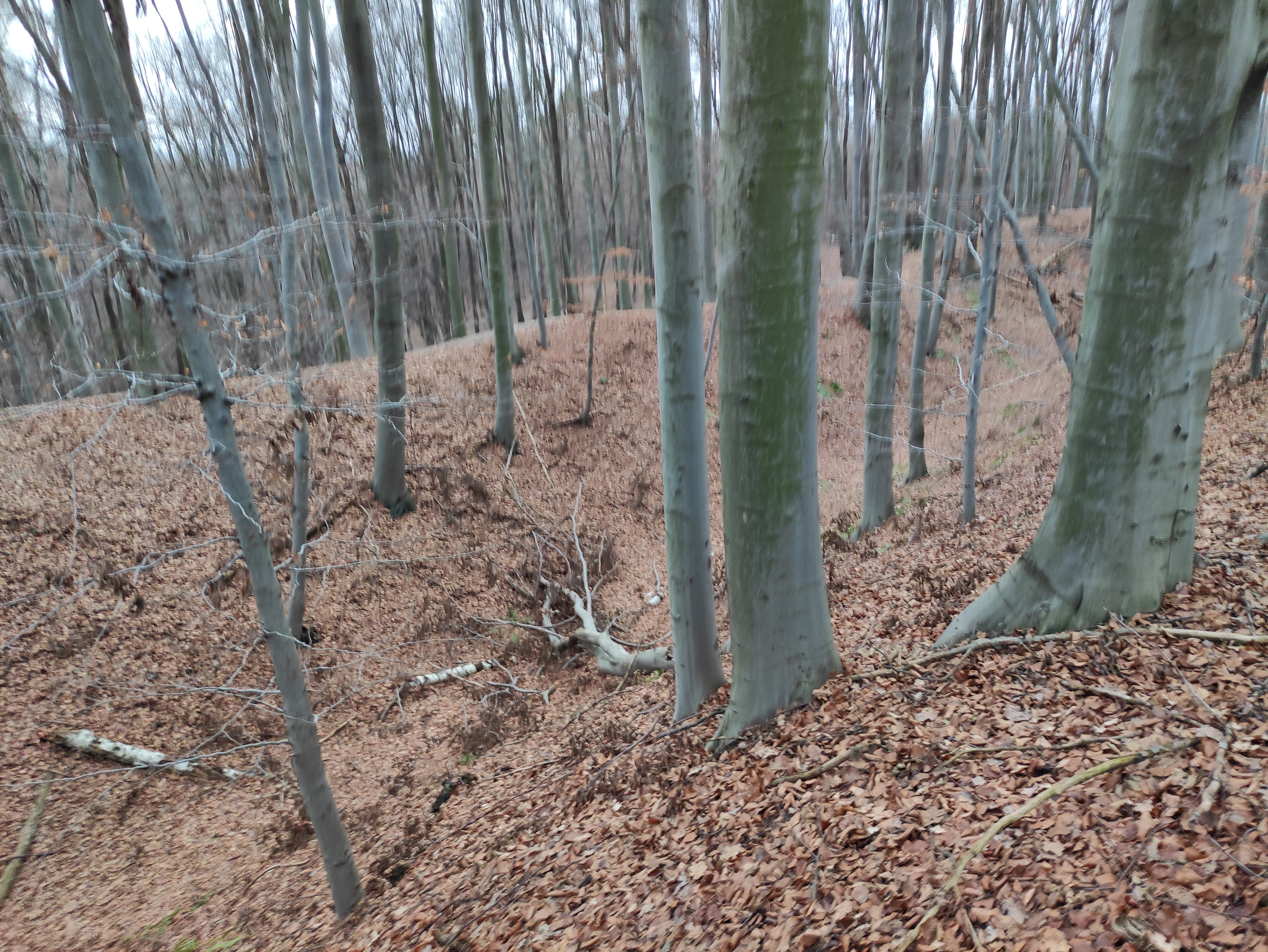
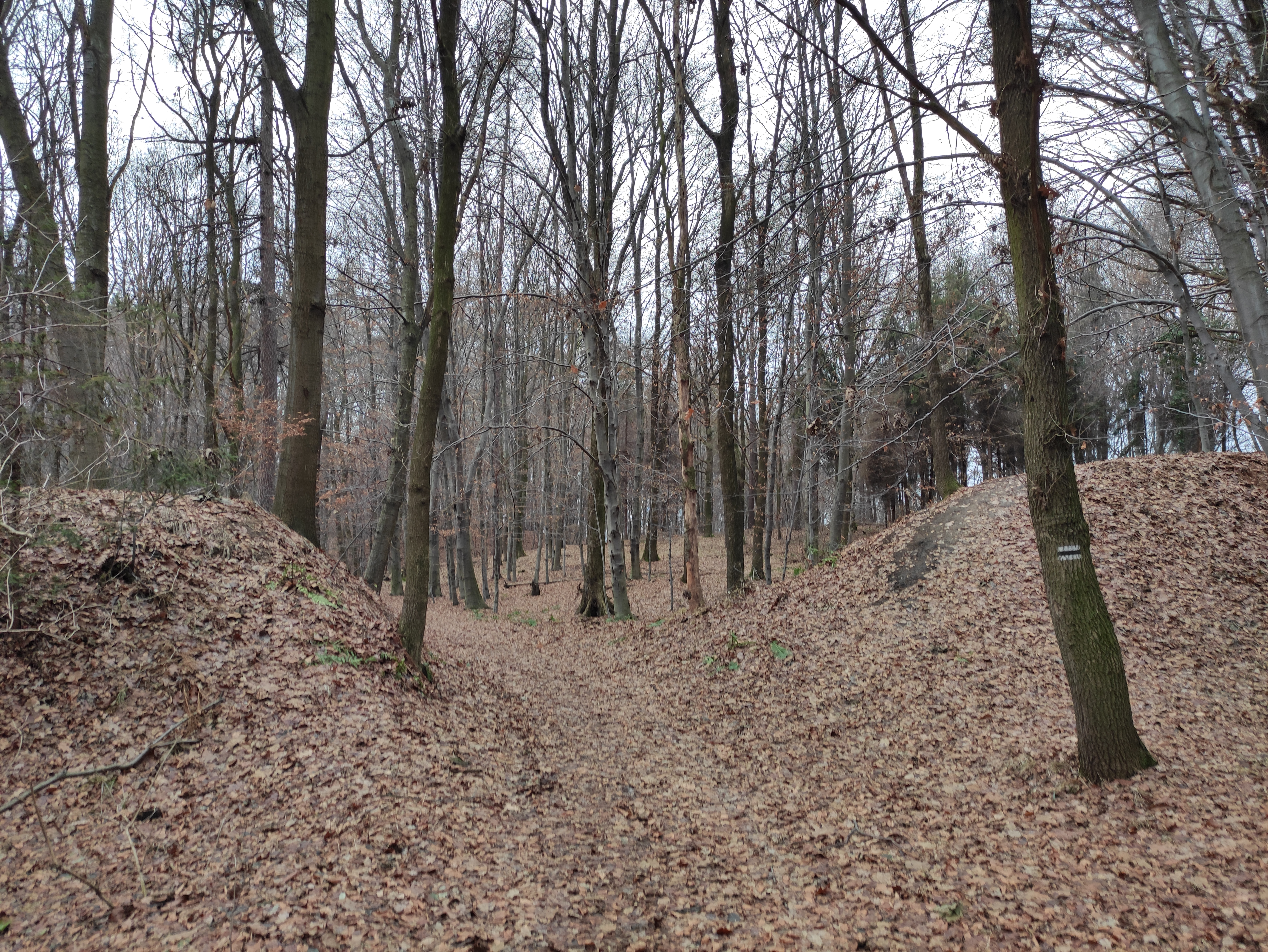
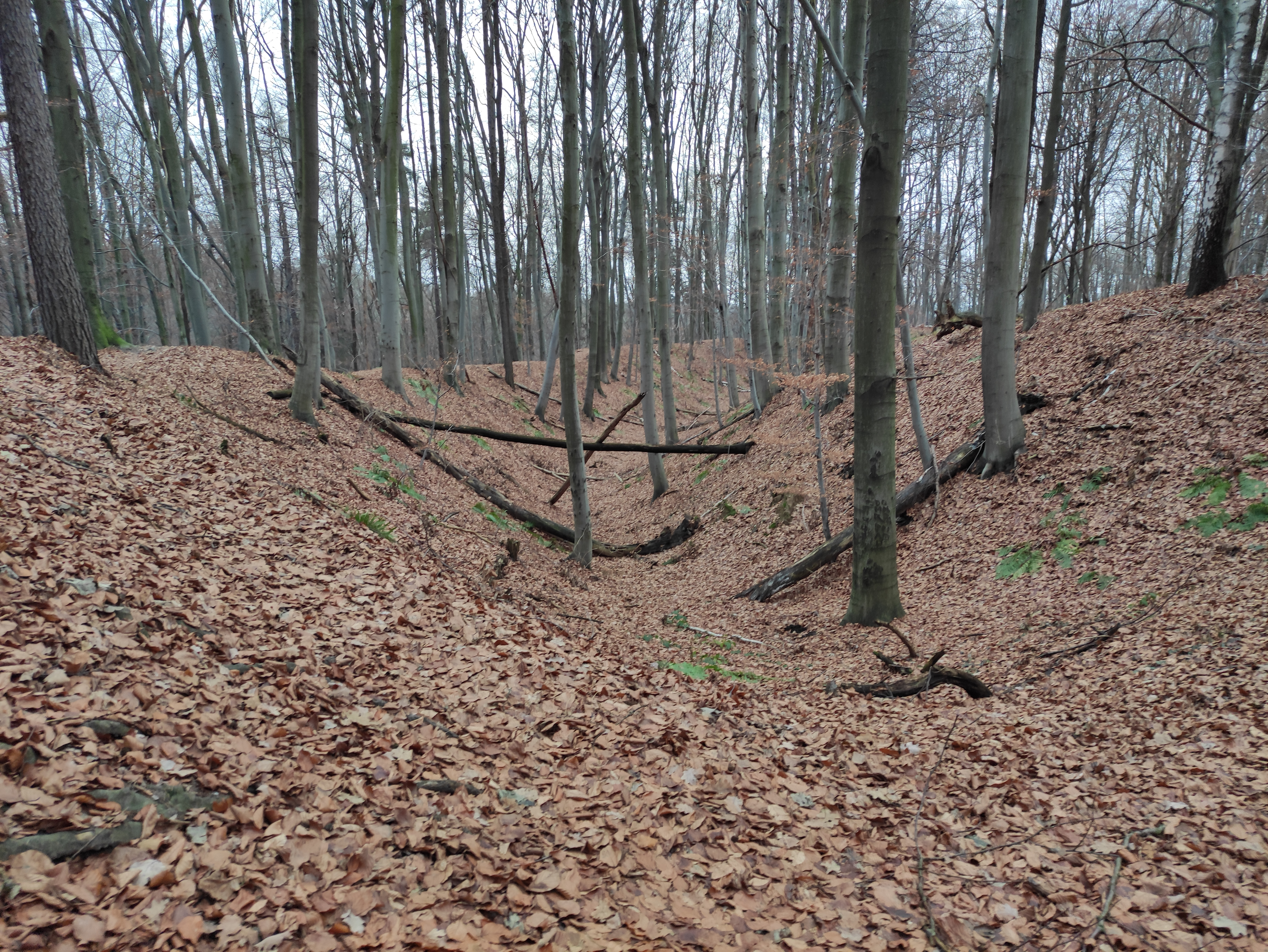
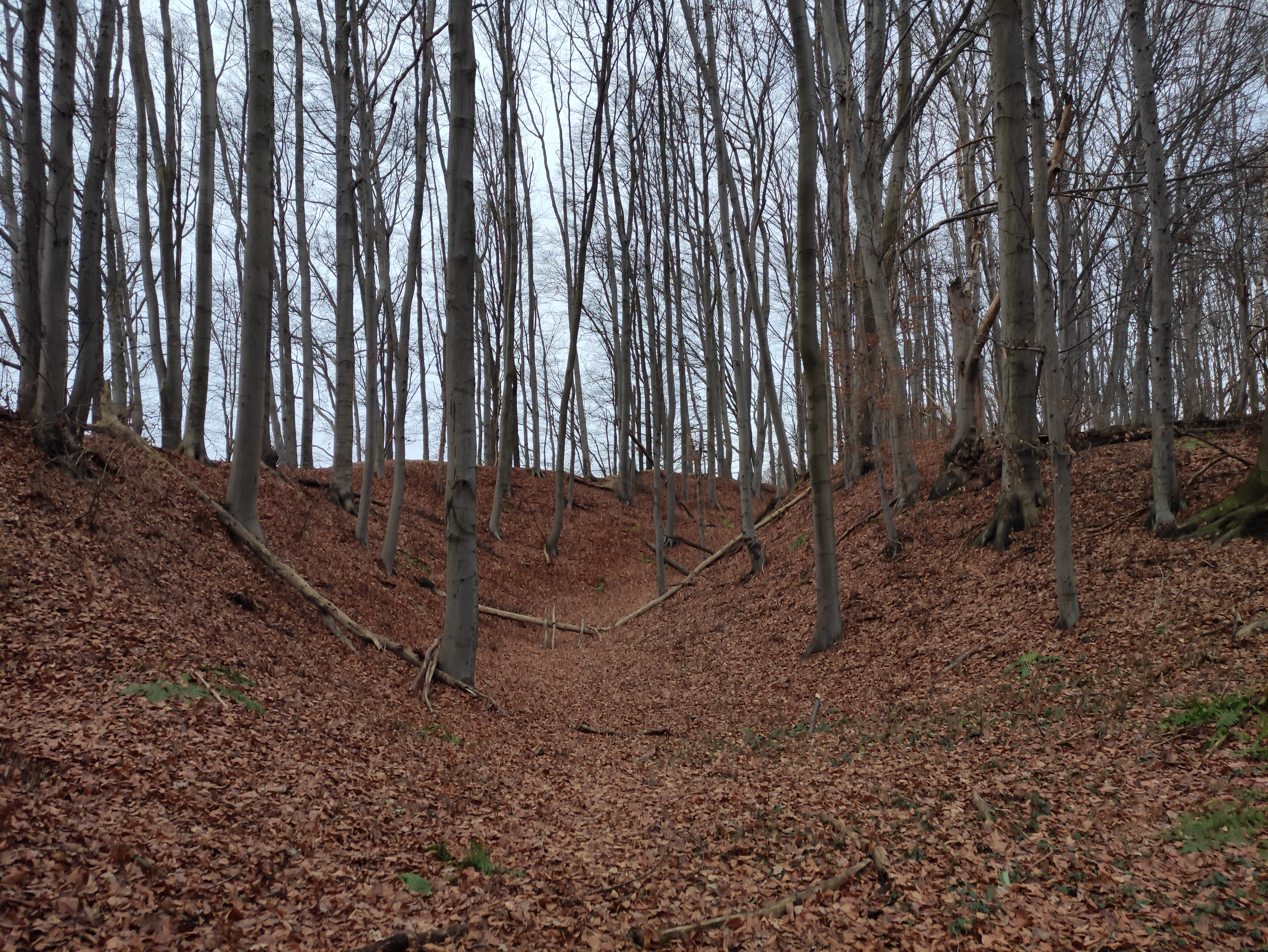